# 三沢糾
- 三沢糾
- 三澤糾

三沢 糾（みさわ ただす、1878年（明治11年）10月12日 - 1942年（昭和17年）5月25日）は日本の教育者。広島高等師範学校教授を経て、和歌山県立海草中学校（現・向陽中学・高校）校長、大阪府立高津中学校（現・高津高校）初代校長、大阪府立第十二中学校（現・生野高校）校長事務取扱、台北高等学校校長、（旧制）成城高等学校校長、ハルピン学院院長と多くの学校のトップを務めた。

## 人物と来歴
宮崎県児湯郡上江村の篤農家・三沢立身の二男として生まれ、第五高等学校 (旧制)法文科を経て東京帝国大学哲学科を卒業。五高時代にキリスト教に入信。東大在学中に吉野作造らとともに本郷教会で雑誌『新人』の編集に携わる。
1906（明治40）年、マサチューセッツ州のクラーク大学 (en:Clark University)心理学科の名誉研究員となり、博士号を取得、博士論文『現代の教育者たちとその理念』は1909年に出版され、ニューヨークタイムズ紙でも紹介された。
水産講習所のドイツ語講師などを経て、1912（明治45）年、広島高等師範学校教授に就任。広島高師附属中学校主事を務めた後、1915年、和歌山県立海草中学校（現・向陽高校）校長となった。
1918年、新たに設立された大阪府立第十一中学校（翌年高津中学校に改称）の初代校長に就任。入試にメンタルテストを採用し、夏の白制服を霜降りにし、修身の授業では英文原書を用いて自ら講義し、校技としてサッカーと剣道、淀川マラソンを採用、学年旅行に富士登山、日本アルプス縦走、台湾、朝鮮、満洲旅行など数々の新機軸を実施して注目を集めた。1923年、校長訓辞で「自由と創造」に言及。1924年に大阪府立中学として初めて女性教師3人を採用するなど、大正デモクラシーの気風の中で自由な校風を確立した。そのため、創立わずか数年で全国的に有名校化。多くの見学者が訪れ、「東の伊藤（東京府立第五中学校）、西の三沢」と称され、自由主義教育の象徴とされた。後にNHK連続テレビ小説「はっさい先生」に登場する上本町中学校長（演・中村嘉葎雄）のモデルとなった。
1925年、台北高等学校2代目校長として台湾に赴任。生活指導を担当する「生徒監」を廃止し、学校紛争を防止。「自由の鐘」を米国の農場から移設した。
1929年、京都帝国大学学生科長に就任。1931年、成城学園に転じ、教育顧問を経て成城高等学校 (旧制)校長になったが、学園紛争のため3か月で辞任した。その後、神戸女学院の院長に誘われたが、受けなかった。
1935年、旧満洲にわたりハルピン学院院長を務めたが、関東軍との折衝に限界を感じ、1938年退任。1939年から長男夫婦とリンゴ園を経営しながら執筆活動に入った。
1942年、脳溢血のため64歳で死去。遺骨は菩提寺の芳心寺（鳥取県鳥取市）に葬られた。

## 家族

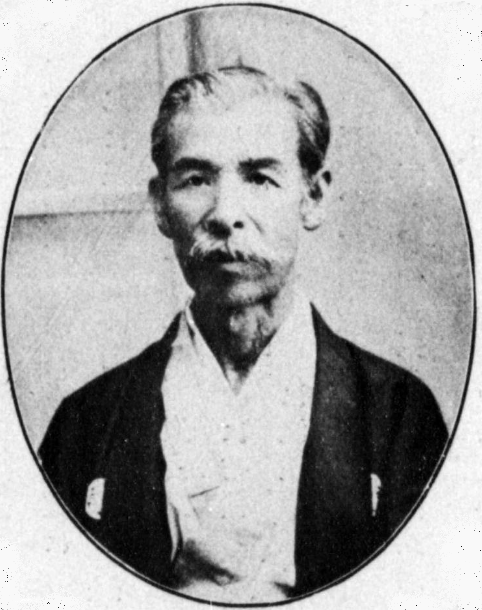
父の三沢立身

- 父・三沢立身（1848年生） - 鳥取藩士の子として生まれたが、父を早くに亡くし、34歳で気候温暖な宮崎県児湯郡上江村へ移住して牧畜農業に従事。宮崎県の畜肉業や柑橘栽培など農事改革に貢献した。[6]
- 兄・三沢武清 - 日興貿易役員[6]
- 弟・広岡久右衛門 (10代目) - 父の六男・案山子として生まれ、加島屋 (豪商)の久右衛門家（広岡姓）の入り婿となり、正直と改名。同志社大学経済科卒業後三井銀行勤務を経てハーバード大学留学、現地の銀行・保険会社で実務を経験後帰国し、広岡家の家業である大同生命、大阪海上火災、能勢電鉄などの重役となる。先代の家督を継ぎ、広岡久右衛門を襲名。
- 長女・文 - 鹿子木小五郎の甥・鹿子木文雄の妻。

## 著作
著書
- Modern Educators and Their Ideals. D. Appleton & Co., 1909.
- 『国民性と教育方針』 冨山房、1910年7月
- 『時代と教育』 警醒社書店、1910年11月
- 『教師の覚醒と其修養』 啓成社、1911年2月 ／ ゆまに書房〈明治・大正教師論文献集成〉、1990年9月、ISBN 4896683080

## 関連文献
- 『蕉蕾集 三沢先生二十五年忌記念号』 台北高校同窓会、1966年5月
- 上沼八郎著 『実録はっさい先生 : 知られざる教師たちの物語』 協同出版、1988年1月、ISBN 4319200160